# Primitivo Hernández Sampelayo
Primitivo Hernández Sampelayo (Madrid, 27 de novembre de 1880 - 15 de setembre de 1959) fou un enginyer de mines espanyol, acadèmic de la Reial Acadèmia de Ciències Exactes, Físiques i Naturals
Llicenciat en enginyeria de mines, el 1902 ingressà al Cos d'Enginyers de Mines, del que n'arribaria a Inspector General. Fou vocal de l'Institut Geològic i Miner d'Espanya, i membre de la Real Academia Galega. Així mateix va ser membre de la Comissió Internacional d'Estratigrafia i President de la Secció d'Estratigrafia en l'Institut Lucas Mallada del Consell Superior d'Investigacions Científiques. Abans havia estat President de l'Institut d'Enginyers de Mines i Conseller d'Obres Hidràuliques i de les Mines d'Almadén i Arrayanes. Va escriure nombroses obres de geologia, paleontologia i mineria.

## Obres
- Estudio Geológico de la Costa de la Provincia de Lugo (1914)
- Nota sobre la fauna paleozoica de la provincia de Lugo (1915)
- Hierros de Galicia (1922-35)
- Geología Gallega (1934)